# Rhagonycha indistincta
Rhagonycha indistincta es una especie de coleóptero de la familia Cantharidae.

## Distribución geográfica
Habita en Rusia.